# Francesco Giuseppe di Battenberg
Francesco Giuseppe di Battenberg, (in tedesco Franz Joseph Prinz von Battenberg) (Padova, 24 settembre 1861 – Territet, 31 luglio 1924), fu un membro della Casa di Battenberg e, in seguito, principe della Casa Reale del Regno Unito.

## Famiglia d'origine
Suo padre era il principe Alessandro d'Assia, figlio del principe Luigi II d'Assia e della principessa Guglielmina di Baden; sua madre era Julia von Hauke, figlia di Hans Moritz von Hauke e di sua moglie Sophie la Fontaine.

## Biografia
Cresciuto in Italia, egli successivamente venne affiliato per parentela alla corte inglese. All'epoca egli venne considerato come monarca per il trono di Bulgaria, che passò invece poi a suo fratello Alessandro.
Egli fece una proposta di matrimonio a Consuelo Vanderbilt nel 1894, ma ella dichiarò di odiarlo e lo rifiutò.

Il 18 maggio 1897 egli sposò la principessa Anna del Montenegro, (18 agosto 1874 – 22 aprile 1971), figlia di Nicola I del Montenegro e di Milena del Montenegro.
 Era quindi cognato di Vittorio Emanuele III, re d'Italia, che aveva sposato Elena di Montenegro, sorella maggiore di Anna. Francesco Giuseppe e Anna furono più volte ospiti dei cognati a Racconigi, Monza ed altre regge italiane. 
Questo matrimonio rimase senza figli.

## Ascendenza
|                             |                              |                                                | Genitori                                       |  |  | Nonni |  |  | Bisnonni        |  |  | Trisnonni                  |  |
|                             |                              |                                                |                                                |  |  |       |  |  | Luigi I d'Assia |  |  | Luigi IX d'Assia-Darmstadt |  |
|                             |                              |                                                |                                                |  |  |       |  |  | Luigi I d'Assia |  |  | Luigi IX d'Assia-Darmstadt |  |
|                             |                              | Carolina del Palatinato-Zweibrücken-Birkenfeld |                                                |  |  |       |  |  | Luigi I d'Assia |  |  |                            |  |
| Luigi II d'Assia            |                              |                                                |                                                |  |  |       |  |  | Luigi I d'Assia |  |  |                            |  |
|                             |                              | Luisa d'Assia-Darmstadt                        | Giorgio Guglielmo d'Assia-Darmstadt            |  |  |       |  |  |                 |  |  |                            |  |
|                             |                              | Luisa d'Assia-Darmstadt                        | Giorgio Guglielmo d'Assia-Darmstadt            |  |  |       |  |  |                 |  |  |                            |  |
|                             |                              | Luisa d'Assia-Darmstadt                        | Maria Luisa di Leiningen-Dagsburg-Falkenburg   |  |  |       |  |  |                 |  |  |                            |  |
| Alessandro d'Assia          |                              | Luisa d'Assia-Darmstadt                        |                                                |  |  |       |  |  |                 |  |  |                            |  |
|                             |                              | Carlo Luigi di Baden                           | Carlo Federico di Baden                        |  |  |       |  |  |                 |  |  |                            |  |
|                             |                              | Carlo Luigi di Baden                           | Carlo Federico di Baden                        |  |  |       |  |  |                 |  |  |                            |  |
|                             |                              | Carlo Luigi di Baden                           | Carolina Luisa d'Assia-Darmstadt               |  |  |       |  |  |                 |  |  |                            |  |
| Guglielmina di Baden        |                              | Carlo Luigi di Baden                           |                                                |  |  |       |  |  |                 |  |  |                            |  |
|                             |                              | Amalia d'Assia-Darmstadt                       | Luigi IX d'Assia-Darmstadt                     |  |  |       |  |  |                 |  |  |                            |  |
|                             |                              | Amalia d'Assia-Darmstadt                       | Luigi IX d'Assia-Darmstadt                     |  |  |       |  |  |                 |  |  |                            |  |
|                             |                              | Amalia d'Assia-Darmstadt                       | Carolina del Palatinato-Zweibrücken-Birkenfeld |  |  |       |  |  |                 |  |  |                            |  |
| Francesco di Battenberg     |                              | Amalia d'Assia-Darmstadt                       |                                                |  |  |       |  |  |                 |  |  |                            |  |
|                             | Friedrich Carl Emanuel Hauke | Ignatz Marianus Hauck                          |                                                |  |  |       |  |  |                 |  |  |                            |  |
|                             | Friedrich Carl Emanuel Hauke | Ignatz Marianus Hauck                          |                                                |  |  |       |  |  |                 |  |  |                            |  |
|                             | Friedrich Carl Emanuel Hauke | Baronessa Franziska zu Eisenbach               |                                                |  |  |       |  |  |                 |  |  |                            |  |
| Conte Hans Moritz von Hauke | Friedrich Carl Emanuel Hauke |                                                |                                                |  |  |       |  |  |                 |  |  |                            |  |
|                             |                              | Maria Salomé Schweppenhäuser                   | Heinrich Schweppenhäuser                       |  |  |       |  |  |                 |  |  |                            |  |
|                             |                              | Maria Salomé Schweppenhäuser                   | Heinrich Schweppenhäuser                       |  |  |       |  |  |                 |  |  |                            |  |
|                             |                              | Maria Salomé Schweppenhäuser                   | Charlotte Westermann                           |  |  |       |  |  |                 |  |  |                            |  |
| Julia von Hauke             |                              | Maria Salomé Schweppenhäuser                   |                                                |  |  |       |  |  |                 |  |  |                            |  |
|                             |                              | Franz Anton Leopold Lafontaine                 | Benno Leopold Lafontaine                       |  |  |       |  |  |                 |  |  |                            |  |
|                             |                              | Franz Anton Leopold Lafontaine                 | Benno Leopold Lafontaine                       |  |  |       |  |  |                 |  |  |                            |  |
|                             |                              | Franz Anton Leopold Lafontaine                 | Maria Katharina Leonhardt                      |  |  |       |  |  |                 |  |  |                            |  |
| Sophie Lafontaine           |                              | Franz Anton Leopold Lafontaine                 |                                                |  |  |       |  |  |                 |  |  |                            |  |
|                             |                              | Maria Theresa Kornély                          | Markus Kornély                                 |  |  |       |  |  |                 |  |  |                            |  |
|                             |                              | Maria Theresa Kornély                          | Markus Kornély                                 |  |  |       |  |  |                 |  |  |                            |  |
|                             |                              | Maria Theresa Kornély                          | …                                              |  |  |       |  |  |                 |  |  |                            |  |
|                             |                              | Maria Theresa Kornély                          |                                                |  |  |       |  |  |                 |  |  |                            |  |